# Vaitiare Pardo
Vaitiare Anahí Pardo Pinilla (Chile, 20 de agosto de 2007) es una futbolista chilena que juega como delantera en Universidad Católica de la Primera División de fútbol femenino de Chile.

## Trayectoria
Pardo es hija del exfutbolista Sebastián Pardo y sobrina de Mauricio Pinilla. Empezó a jugar a los cinco años, cuando su padre dirigía a una escuela de fútbol. Luego de la pandemia se integró a Universidad Católica. 
En 2023 marcó 41 goles a nivel formativo, debutando en el profesionalismo durante ese mismo año. Ya en el primer equipo, convirtió tres goles y dio dos asistencias. Al año siguiente, junto a su compañera de equipo Pamela Cabezas, firmaron su primer contrato profesional con las cruzadas. 

## Selección nacional
Con la selección sub-17 de Chile participó del Campeonato Sudamericano Femenino de 2024 disputado en Paraguay. 
Realizó su debut internacional en la selección absoluta el día 22 de febrero del 2025, ingresando a los 89' en la derrota por 3-0 contra la Selección Argentina.
En 2025, fue convocada para representar a Chile en la CONMEBOL Copa América Femenina.

### Partidos internacionales
| Selección chilena | Selección chilena | Selección chilena |
| Año               | Partidos          | Goles             |
| ----------------- | ----------------- | ----------------- |
| 2025              | 7                 | 2                 |
| Total             | 7                 | 2                 |

## Clubes
| Club                 | País  | Año           |
| -------------------- | ----- | ------------- |
| Universidad Católica | Chile | 2023-presente |